# Berner Synodus

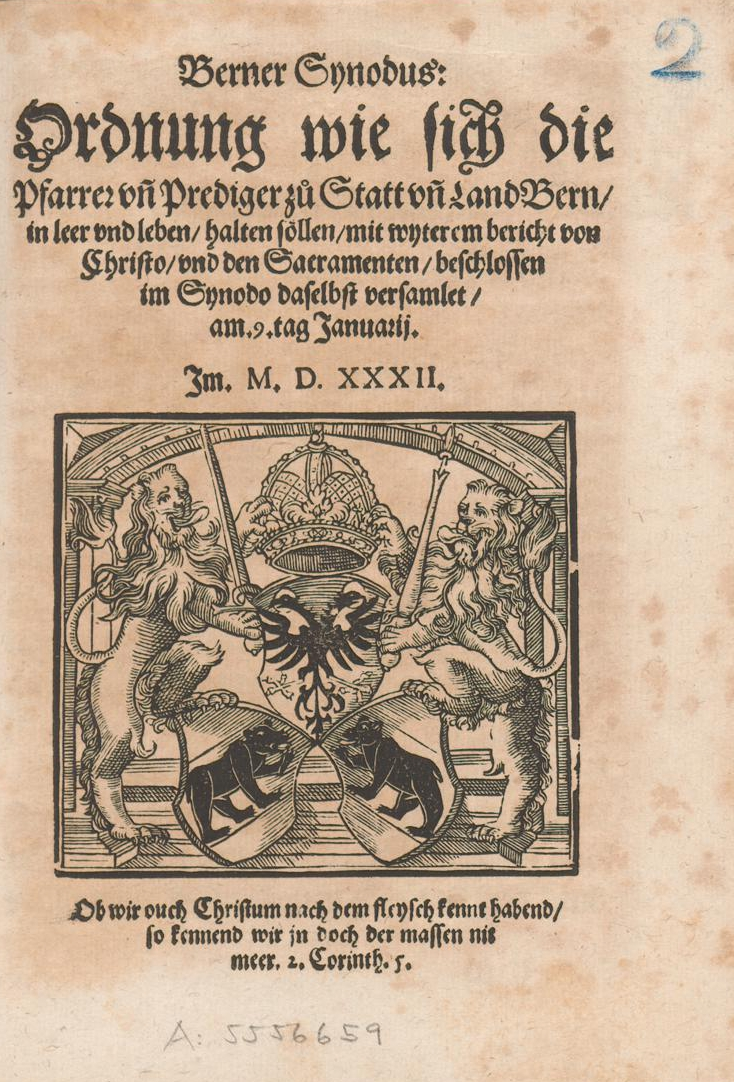
Ordnung wie sich pfarrer und prediger zuo statt und land Bern in leer und leben halten soellen [...] (1532)

Berner Synodus ist die Kurzbezeichnung für die erste evangelische Predigerordnung in der Stadt und Republik Bern. Ihr Titel ist Ordnung wie sich pfarrer und prediger zuo statt und land Bern in leer und leben halten soellen, mit wyterem bericht von Christo unnd den sacramenten. Im Januar 1532 von einer Synode angenommen und vom Rat der Stadt genehmigt, wurde sie zum Vorbild für viele reformierte Kirchenordnungen.

## Entstehung
Als Folge der Berner Disputation im Januar 1528 war in Bern die Reformation angenommen worden. Ihre Durchführung erwies sich als schwierig, weil auf der einen Seite besonders im Berner Oberland die Sympathien für die römisch-katholische Kirche noch groß waren und auf der anderen Seite die Täufer auf eine radikalere Reformation drängten. Eine erste Synode der bernischen Pfarrer im September 1530 sollte vor allem der Durchsetzung des Reformationsmandats auf dem Land dienen. Durch die Niederlage im Zweiten Kappelerkrieg im Oktober 1531 geriet die reformatorische Bewegung in der Schweiz jedoch in eine noch schwerere Krise. Der Münsterpfarrer Kaspar Megander griff die städtische Obrigkeit in einer scharfen Predigt wegen der zu geringen Unterstützung Zürichs an und wurde deshalb vom Rat der Stadt suspendiert.
In dieser gespannten Situation fand die zweite Synode statt, die wegen des Krieges auf den 9.–14. Januar 1532 verschoben wurde. Die Führer der Berner Reformation, Berchtold Haller und Franz Kolb, wollten eine stärkere Unabhängigkeit der Prediger vom Rat erreichen, waren aber gesundheitlich nicht auf der Höhe. Der unerwartete Besuch des Straßburger Reformators Wolfgang Capito brachte eine Wendung. Capito verfasste mit Genehmigung des Rates eine Vorlage von 16 Artikeln, der von der Synode weitere 28 hinzugefügt wurden. Die heutige Forschung nimmt an, dass auch sie weitgehend von Capito konzipiert sind. Sie wurden gleich nach der Annahme durch die Synode vom Rat bestätigt und bei Hieronymus Froben in Basel gedruckt. Im März 1532 erschien auch eine lateinische Übersetzung in Basel.

## Inhalt
Die 44 Artikel des Synodus enthalten vor allem Anweisungen zur Führung des Predigtamtes. Neben Festlegungen über die richtige Lehre (z. B. Abgrenzungen gegenüber römisch-katholischen Positionen) überwiegen Anleitungen zu einem vorbildlichen Leben. Mit seiner Aufwertung von Seelsorge und spiritueller Praxis nimmt der Synodus Impulse aus der Devotio moderna auf. In der Frage des Abendmahls unterstützt er Ulrich Zwinglis Auffassung einer Spiritualpräsenz Christi, wertet den Empfang der Sakramente aber gegenüber dem Glauben stark ab.

## Nachwirkung
Der Synodus war im Konfessionellen Zeitalter weitgehend unbeachtet. Erst der Pietismus schätzte ihn wieder wegen seiner innerlichen Frömmigkeit. Nikolaus Ludwig von Zinzendorf nahm ihn als einziges reformiertes Bekenntnis in die Grundlagen der Herrnhuter Brüdergemeine auf.
Die Verfassung der Evangelisch-reformierten Landeskirche des Kantons Bern von 1946 zählt den Synodus neben dem Reformationserlass vom 7. Februar 1528 und den zehn Thesen der Berner Disputation zu den geschichtlichen Grundlage der Landeskirche (Art. 1,4).

## Ausgaben
- Berner Synodus: Ordnung wie sich die Pfarrer und Prediger zu Statt und Land ... Neuauflage 1718 Google-books.
- Berner Synodus mit den Schlußreden der Berner Disputation und dem Reformationsmandat (übersetzt von Markus Bieler), Bern 1978 (Dokumente der Berner Reformation).
- Hans-Georg vom Berg: Berner Synodus. Ordnung, wie sich die Pfarrer und Prediger in Stadt und Landschaft Bern in Lehre und Leben verhalten sollen. Mit weiterem Bericht von Christus und den Sakramenten. Beschlossen auf der Synode, ebendort versammelt am 9. Tag im Januar 1532 (Urtext und neuhochdeutsche Übersetzung). In: Der Berner Synodus von 1532. Edition und Abhandlungen zum Jubiläumsjahr 1982. 1. Bd.: Edition. Neukirchen-Vluyn 1984, S. 16–167.